# David Schumacher
David Schumacher (IPA: [ˈdaːvɪt ˈʃuːmaxɐ]; Bergheim, 23 ottobre 2001) è un pilota automobilistico tedesco, impegnato nel GT con il marchio Ford GT.

## Biografia
È figlio dell'ex pilota Ralf Schumacher e della sua ex moglie, la modella Cora Brinkmann; i genitori si sono separati nel 2015 per poi divorziare. È inoltre nipote del sette volte campione del mondo di Formula 1 Michael Schumacher, fratello del padre Ralf, e cugino del pilota Mick Schumacher, figlio di Michael e di sua moglie Corinna Betsch.

## Carriera

### Kart
David Schumacher iniziò a partecipare alle competizioni di kart in giovane età, al fianco del cugino Mick, seguendo le orme dei loro padri. Da lì ha gareggiato in diversi campionati di karting in Germania e in Europa, ottenendo come suo miglior risultato il secondo posto nel campionato DKM dietro a Dennis Hauger. 

### Formula 4
Nel 2017 partecipa ai suoi primi test con una vettura di Formula 4 con il team di suo padre, US Racing. Sempre in quel anno partecipa al suo primo campionato in monoposto, correndo nella Formula 4 degli Emirati Arabi Uniti con il team Rasgaira Motorsports. Sul Circuito di Dubai, Schumacher vince la sua prima gara davanti a Caio Collet, nel resto del campionato vince altre due gare, finendo secondo in classifica.
Nella primavera del 2018 si iscrive alla Formula 4 ADAC con il US Racing con il supporto del team Charouz Racing System. Nella serie tedesca ottiene un quarto posto come miglior risultato, finisce la stagione al nono posto in classifica generale e vince la classifica riservata ai Rookie.

### Formula Regional e Formula 3 Asiatica
Nel 2018 Schumacher partecipa alle due tappe finali in Spagna del campionato Euroformula Open con RP Motorsport a guida per la prima volta di una monoposto Formula 3. L'anno seguente nell'inverno partecipa a sei gare della Formula 3 asiatica, per il resto dell'anno si iscrive al nuovo Campionato di Formula Regional Europea ancora con il team US Racing. Vince quattro gare e finisce nove volte a podio, che lo portano al quarto posto in campionato.

### FIA Formula 3
Con il team Campos Racing esordisce a Soči nel Campionato FIA di Formula 3 per partecipare alle ultime due gare della stagione 2019, sostituendo l'infortunato Alex Peroni. L'anno seguente firma per Charouz Racing System insieme a Igor Fraga e Niko Kari per correre l'intera stagione Formula 3. Dopo le gare a Silverstone lascia la Charouz, per accasarsi al team britannico Carlin Buzz Racing per gli ultimi tre weekend di gara. Chiude la stagione al 26º posto senza riuscire a conquistare nessun punto. 

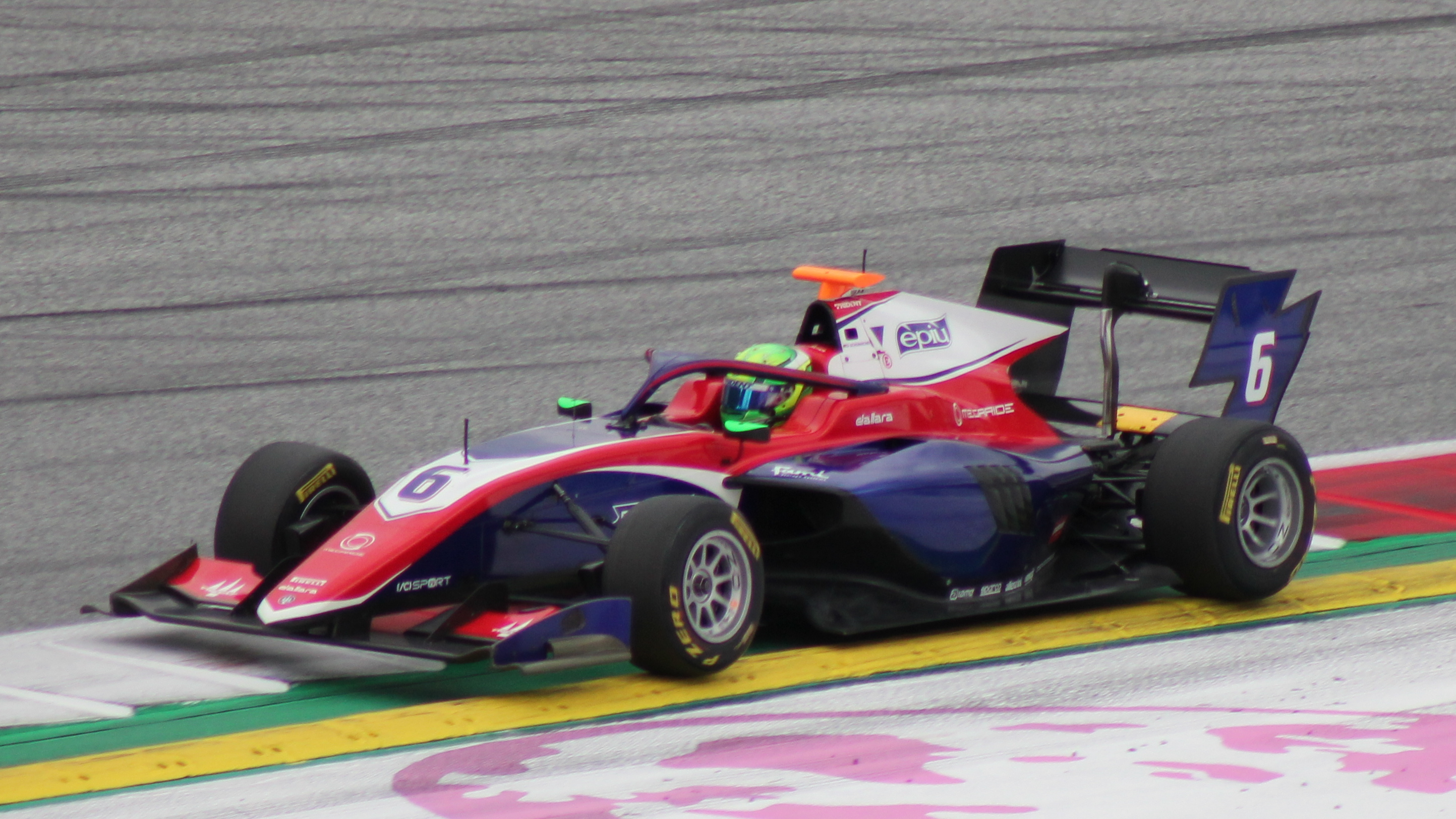
Schumacher in Austria nel 2021

Partecipa ai test post stagionali a Barcellona con il team Prema Powerteam, ma il team italiano sceglie altri piloti per la stagione 2021, Schumacher riesce a trovare un ingaggio con la Trident Motorsport, insieme ai compagni Clément Novalak e Jack Doohan. Nella gara 2 di Barcellona è costretto al ritiro per un contatto con Enzo Fittipaldi mentre i due lottavano per la vittoria. Nella seconda gara al Red Bull Ring arriva la sua prima vittoria nella categoria, con una gara dominata davanti a Frederik Vesti e Dennis Hauger. Chiude la stagione all'undicesimo posto nella classifica finale, mentre la Trident vince la classifica riservata ai team.
Nel 2022 Schumacher torna in Formula 3 con il team Charouz per il round d'Imola al posto di Ayrton Simmons e per il round Zandvoort al posto di Christian Mansell.

### DTM e GT
Nel 2022 lascia le corse in monoposto per passare al campionato Deutsche Tourenwagen Masters (DTM) dove si utilizzano vetture GT3. David guiderà la Mercedes-AMG GT3 Evo del team Winward. Per il giovane pilota tedesco la stagione è molto complicata, non riesce ad ottenere nessun punto, a Spa-Francorchamps ottiene la sua miglior prestazione chiudendo undicesimo. Inoltre nella penultima gara al Hockenheimring è coinvolto in un forte incidente: Schumacher è costretto a saltare l'ultima gara della stagione visto che riporta una frattura di una vertebra lombare. 
Il tedesco viene confermato dal team anche per la stagione 2023. Inoltre, prenderà parte alla Endurance Cup del GT World Challenge Europe sempre con Mercedes al fianco di Marius Zug e Miklas Born. 

## Risultati

### Riassunto della carriera
| Stagione | Serie                      | Team                          | Gare | Vittorie | Pole | G.V | Podio | Punti | Pos. |
| -------- | -------------------------- | ----------------------------- | ---- | -------- | ---- | --- | ----- | ----- | ---- |
| 2017–18  | Formula 4 EAU              | Rasgaira Motorsports Team     | 20   | 3        | 5    | 4   | 16    | 325   | 2°   |
| 2018     | Formula 4 ADAC             | US Racing–CHRS                | 20   | 0        | 0    | 0   | 0     | 103   | 9°   |
| 2018     | Euroformula Open           | RP Motorsport                 | 4    | 0        | 0    | 0   | 0     | 0     | NC†  |
| 2018     | Formula 3 spagnola         | RP Motorsport                 | 4    | 0        | 0    | 0   | 0     | 38    | 6°   |
| 2019     | Formula Regional Europea   | US Racing                     | 24   | 4        | 5    | 3   | 9     | 285   | 4°   |
| 2019     | Formula 3 asiatica         | Pinnacle Motorsport           | 6    | 0        | 0    | 0   | 1     | 43    | 8°   |
| 2019     | Formula 3                  | Campos Racing                 | 2    | 0        | 0    | 0   | 0     | 0     | 32°  |
| 2019     | Gran Premio di Macao       | Sauber Junior Team by Charouz | 1    | 0        | 0    | 0   | 0     | N/A   | 21°  |
| 2019–20  | MRF Challenge Formula 2000 | MRF Racing                    | 4    | 1        | 2    | 2   | 4     | 82    | 9°   |
| 2020     | Formula 3                  | Charouz Racing System         | 12   | 0        | 0    | 0   | 0     | 0     | 28°  |
| 2020     | Formula 3                  | Carlin Buzz Racing            | 6    | 0        | 0    | 0   | 0     | 0     | 28°  |
| 2021     | Formula 3                  | Trident                       | 20   | 1        | 0    | 0   | 2     | 55    | 11°  |
| 2022     | Formula 3                  | Charouz Racing System         | 4    | 0        | 0    | 0   | 0     | 0     | 28°  |
| 2022     | DTM                        | Mercedes-AMG Team Winward     | 15   | 0        | 0    | 0   | 0     | 0     | 28°  |
| 2023     | DTM                        | Team Winward                  | 8    | 0        | 0    | 0   | 0     | 12*   |      |
| 2023     | GTWE Endurance Cup         | Team Winward                  | 3    | 0        | 0    | 0   | 1     | 44*   |      |

† Pilota ospite, non idoneo ai punti.

* Stagione in corso.

### Risultati completi Formula 3 europea regionale
(legenda) (Le gare in grassetto indicano la pole position) (Le gare in corsivo indicano Gpv)
| Anno | Team      | 1   | 2   | 3   | 4   | 5   | 6   | 7   | 8   | 9   | 10  | 11  | 12  | 13  | 14  | 15  | 16  | 17  | 18  | 19  | 20  | 21  | 22  | 23  | 24  | 25  | Punti | Pos |
| ---- | --------- | --- | --- | --- | --- | --- | --- | --- | --- | --- | --- | --- | --- | --- | --- | --- | --- | --- | --- | --- | --- | --- | --- | --- | --- | --- | ----- | --- |
| 2019 | US Racing | LEC | LEC | LEC | VLL | VLL | VLL | HUN | HUN | HUN | RBR | RBR | RBR | IMO | IMO | IMO | IMO | CAT | CAT | CAT | MUG | MUG | MUG | MNZ | MNZ | MNZ | 285   | 4°  |
| 2019 | US Racing | 8   | 6   | 3   | 1   | 7   | C   | 6   | 5   | 7   | 3   | 2   | 6   | 8   | 5   | 6   | 4   | 3   | 1   | 1   | 2   | 14  | 1   | 7   | 7   | 6   | 285   | 4°  |

### Risultati completi Formula 3
(legenda) (Le gare in grassetto indicano la pole position) (Le gare in corsivo indicano Gpv)
| Anno | Team                          | 1    | 2    | 3    | 4    | 5   | 6   | 7    | 8    | 9    | 10   | 11  | 12  | 13  | 14  | 15  | 16  | 17  | 18  | 19  | 20  | 21  | Punti | Pos |
| ---- | ----------------------------- | ---- | ---- | ---- | ---- | --- | --- | ---- | ---- | ---- | ---- | --- | --- | --- | --- | --- | --- | --- | --- | --- | --- | --- | ----- | --- |
| 2019 | Campos Racing                 | CAT  | CAT  | LEC  | LEC  | RBR | RBR | SIL  | SIL  | HUN  | HUN  | SPA | SPA | MNZ | MNZ | SOC | SOC |     |     |     |     |     | 0     | 32° |
| 2019 | Campos Racing                 |      |      |      |      |     |     |      |      |      |      |     |     |     |     | 22  | 20  |     |     |     |     |     | 0     | 32° |
| 2020 | Charouz (1-12) Carlin (13-18) | RBR1 | RBR1 | RBR2 | RBR2 | HUN | HUN | SIL1 | SIL1 | SIL2 | SIL2 | CAT | CAT | SPA | SPA | MNZ | MNZ | MUG | MUG |     |     |     | 0     | 28° |
| 2020 | Charouz (1-12) Carlin (13-18) | 25   | 15   | 12   | 17   | 16  | 13  | 25   | 15   | 15   | Rit  | 23  | 25  | 17  | 14  | 19  | Rit | 15  | 19  |     |     |     | 0     | 28° |
| 2021 | Trident                       | CAT  | CAT  | CAT  | LEC  | LEC | LEC | RBR  | RBR  | RBR  | HUN  | HUN | HUN | SPA | SPA | SPA | ZAN | ZAN | ZAN | SOC | SOC | SOC | 55    | 11º |
| 2021 | Trident                       | 11   | Rit  | 12   | 16   | 11  | 27  | 12   | 1    | 12   | 8    | 6   | 4   | 11  | 2   | 9   | 14  | 5   | Rit | 14  | C   | 15  | 55    | 11º |
| 2022 | Charouz                       | BHR  | BHR  | IMO  | IMO  | CAT | CAT | SIL  | SIL  | RBR  | RBR  | HUN | HUN | SPA | SPA | ZAN | ZAN | MNZ | MNZ |     |     |     | 0     | 28° |
| 2022 | Charouz                       |      |      | 18   | 14   |     |     |      |      |      |      |     |     |     |     | 20  | 15  |     |     |     |     |     | 0     | 28° |

* Stagione in corso.

### Risultati completi DTM
(legenda) (Le gare in grassetto indicano la pole position) (Le gare in corsivo indicano Gpv)
| Anno | Team         | Vettura              | 1   | 2   | 3   | 4   | 5   | 6   | 7   | 8   | 9   | 10  | 11  | 12  | 13  | 14  | 15  | 16  | Punti | Pos. |
| ---- | ------------ | -------------------- | --- | --- | --- | --- | --- | --- | --- | --- | --- | --- | --- | --- | --- | --- | --- | --- | ----- | ---- |
| 2022 | Team Winward | Mercedes-AMG GT3 Evo | POR | POR | LAU | LAU | IMO | IMO | NOR | NOR | NÜR | NÜR | SPA | SPA | RBR | RBR | HOC | HOC | 0     | 28º  |
| 2022 | Team Winward | Mercedes-AMG GT3 Evo | 20  | 15  | Rit | 14  | 21  | Rit | Rit | Rit | Rit | Rit | 11  | 20  | 16  | 24  | Rit | DNS | 0     | 28º  |
| 2023 | Team Winward | Mercedes-AMG GT3 Evo | OSC | OSC | ZAN | ZAN | NOR | NOR | NÜR | NÜR | LAU | LAU | SAC | SAC | RBR | RBR | HOC | HOC | 16    | 25°  |
| 2023 | Team Winward | Mercedes-AMG GT3 Evo | 18  | 13  | Rit | 15  | 16  | Rit | Rit | 9   | SQ  | Rit | 17  | 11  | 18  | 18  | 18  | 16  | 16    | 25°  |

* Stagione in corso.